# Cullen Landis
Cullen Landis (9 de julho de 1896 – 26 de agosto de 1975) foi um cineasta e ator de cinema estadunidense que iniciou sua carreira na era do cinema mudo.

## Biografia
James Cullen Landis era filho de Lulan e Margaret (nascida Cullen) Landis. Ele nasceu em Nashville, Tennessee, onde seu pai trabalhava como corretor da bolsa de valores. Landis começou a trabalhar na indústria cinematográfica aos dezoito anos de idade, na época em que sua irmã mais velha, Margaret Landis, aparecia em seu primeiro filme.
Landis começou a carreira mais como um diretor de cinema, só voltando a atuar depois que seu ator principal quebrou uma perna e decobriu-se que o traje do ator se encaixava nele. Landis acabou se tornando um dos mais populares atores principais da era do cinema mudo, aparecendo em centenas de filmes durante quatorze anos. O primeiro filme de Cullen foi Joy and the Dragon, em 1916.

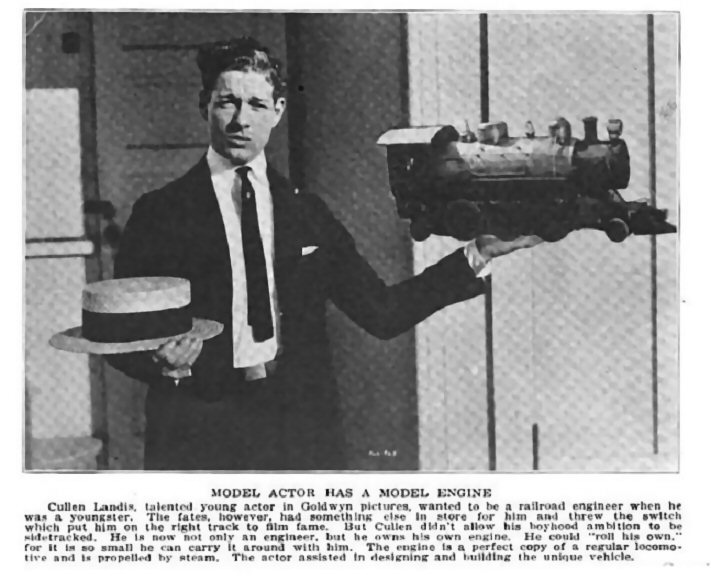
Landis com um modelo de trem, cerca de 1920

Cullen é especialmente lembrado como 'Davy Crockett' em Davy Crockett at the Fall of the Alamo, 'Eddie Morgan' em Lights of New York, 'Jimmy Crestmore' em Broadway After Midnight e como 'Kenneth Avery' em Convict's Code, seu último filme, em 1930.
Em 1928, Cullen Landis estrelou o primeiro filme sonoro da Warner Bros., Lights of New York. Ele certa vez confidenciou a um amigo que filmes falados eram perfeitos para musicais, e que ele não era nenhum homem de música e dança. Ele deixou Hollywood e foi para Detroit em 1930, com a finalidade de  produzir e dirigir filmes industriais para companhias de automóveis.
Quando menino, Landis foi um entusiasta de trens e sonhou ser engenheiro ferroviário. Embora a ambição se tenha desvanecido com o tempo, o seu interesse pela ferrovia não desapareceu, e alguns anos depois ele projetou para si mesmo um modelo de trem alimentado por vapor (à esquerda).
Durante a Segunda Guerra Mundial Landis serviu como capitão da US Army Signal Corps., produzindo filmes de treinamento no Pacífico Sul. No fim da guerra foi duas vezes condecorado e promovido a major. Nos anos pós-guerra ele fez documentários para o US State Department.
James Cullen Landis morreu em 28 de agosto de 1975, em uma casa para idosos em Bloomfield, Michigan, apenas três meses após a morte de sua esposa, Jane (nascida Greiner) Landis. Está sepultado no Maple Grove Cemetery, no Michigan.

## Filmografia parcial
- Who is Number One? (1917)
- The Outcasts of Poker Flat (1919)
- Jinx (1919)
- It's a Great Life (1920)
- The Ace of Hearts (1921)
- The Famous Mrs. Fair (1923)
- Crashin' Thru (1923)

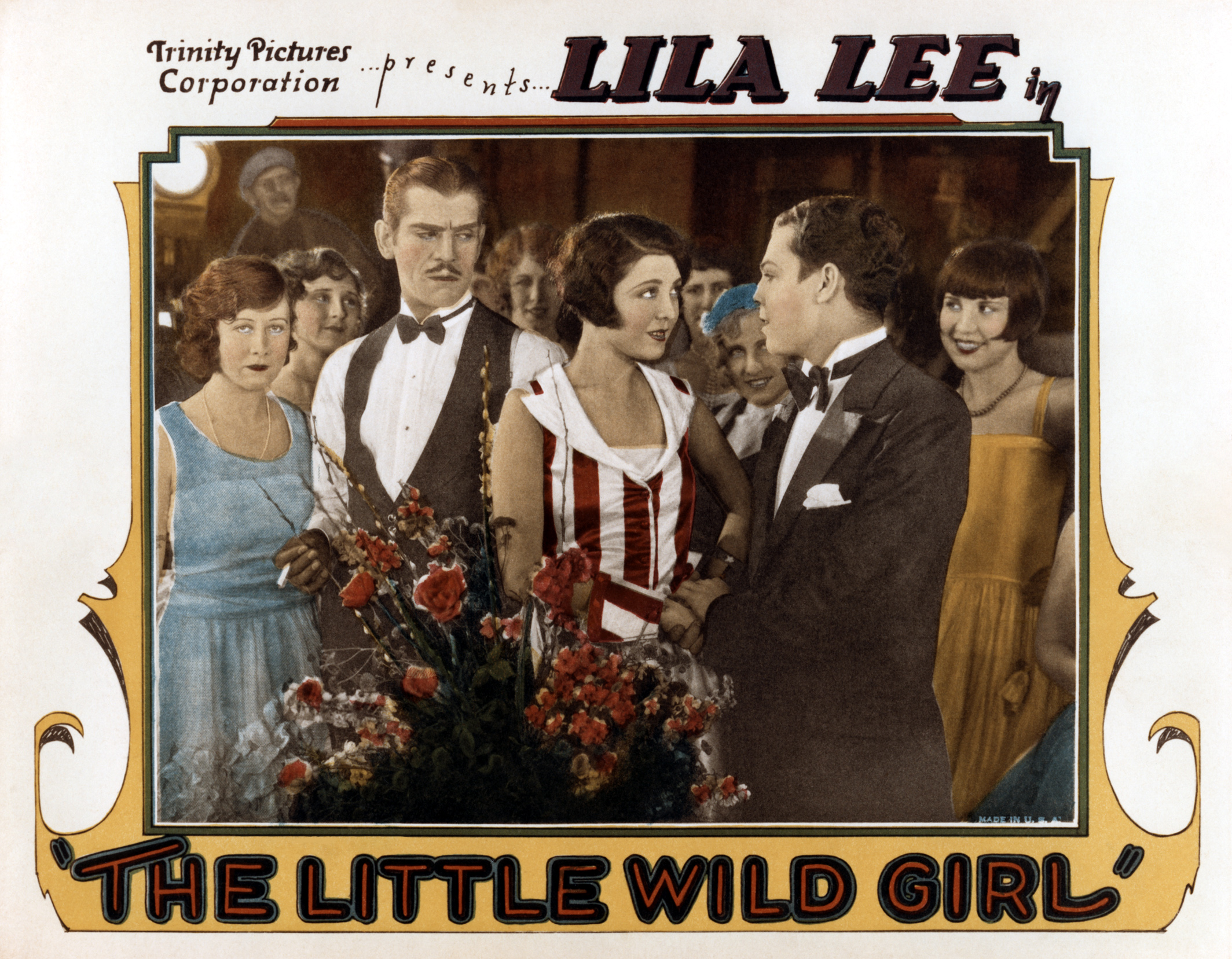
Cena do filme The Little Wild Girl, ao lado de Lila Lee.

- Davy Crockett at the Fall of the Alamo (1926)
- On Guard (1927)
- The Crimson Flash (1927)
- Broadway After Midnight (1927)
- Lights of New York (1928)
- The Little Wild Girl (1928)
- Convict's Code (1930)